# Geff Francis
Geffrey "Geff" Francis, né en 1964, plus connu sous le nom de Geff Francis, est un acteur britannique qui a tenu le rôle de Lynford, un truand, dans le film dramatique Pour la gloire de 1988. En 1986, il est apparu dans le rôle titre de la série de Channel 4 Zastrozzi, A Romance et dans un rôle mineur dans The Singing Detective. Dans la comédie populaire Desmond's de Peckham diffusée sur Channel 4, il a tenu le rôle du fils aîné du personnage principal, Michael, de 1989 à 1994, avant de passer à la série dérivée Porkpie de 1995 à 1996.
Il est depuis devenu un acteur de caractère régulier à la télévision britannique. Il a tenu le rôle du sergent de bureau du Metropolitan Police Viv James dans la série télévisée Ashes to Ashes entre 2008 et 2010. Il est également apparu dans Enfermés dans la toile, un épisode de 2013 de Doctor Who.